# Intussuscepção
Uma intussuscepção é uma condição médica na qual uma parte do intestino se invagina (se dobra) por sobre outra seção do intestino, semelhante à maneira como as partes de um telescópio se retrai sobre a outra parte. Muitas vezes pode resultar em obstrução. Poucas intussuscepções reduzem espontaneamente, mas, se não tratadas, a maioria levará a infarto intestinal, perfuração, peritonite e óbito.

## Sinais e sintomas
Os primeiros sintomas podem incluir dor abdominal, náuseas, vômitos (por vezes, na cor verde, devido a bílis), cólica intermitente moderada a grave ou dor abdominal. A dor é intermitente, não porque a intussuscepção se resolve temporariamente, mas porque o segmento do intestino transitoriamente para de contrair. Mais tarde, os sinais incluem sangramento retal, muitas vezes com fezes em forma de "geleia" (fezes misturadas com sangue e muco), e letargia. O exame físico pode revelar uma massa em forma tubular ao palpar o abdômen.
A intussuscepção é a emergência mais comum entre crianças de seis meses a três anos de idade, é descrita como de início súbito, dor abdominal do tipo cólica seguida por vômitos, a palpação abdominal não indica peritonismo porém com algumas horas, torna-se perceptível, o palpamento revela um volume tubular e há eliminação de muco com sangue. A febre e a leucocitose apresentam-se tardiamente e estão associadas a maior possibilidade de necrose intestinal, nessa situação, sinais de alarme como prostração intensa, desidratação e choque devem ser encontrados e a confirmação de diagnóstico e o tratamento devem ser acelerados.

## Diagnóstico

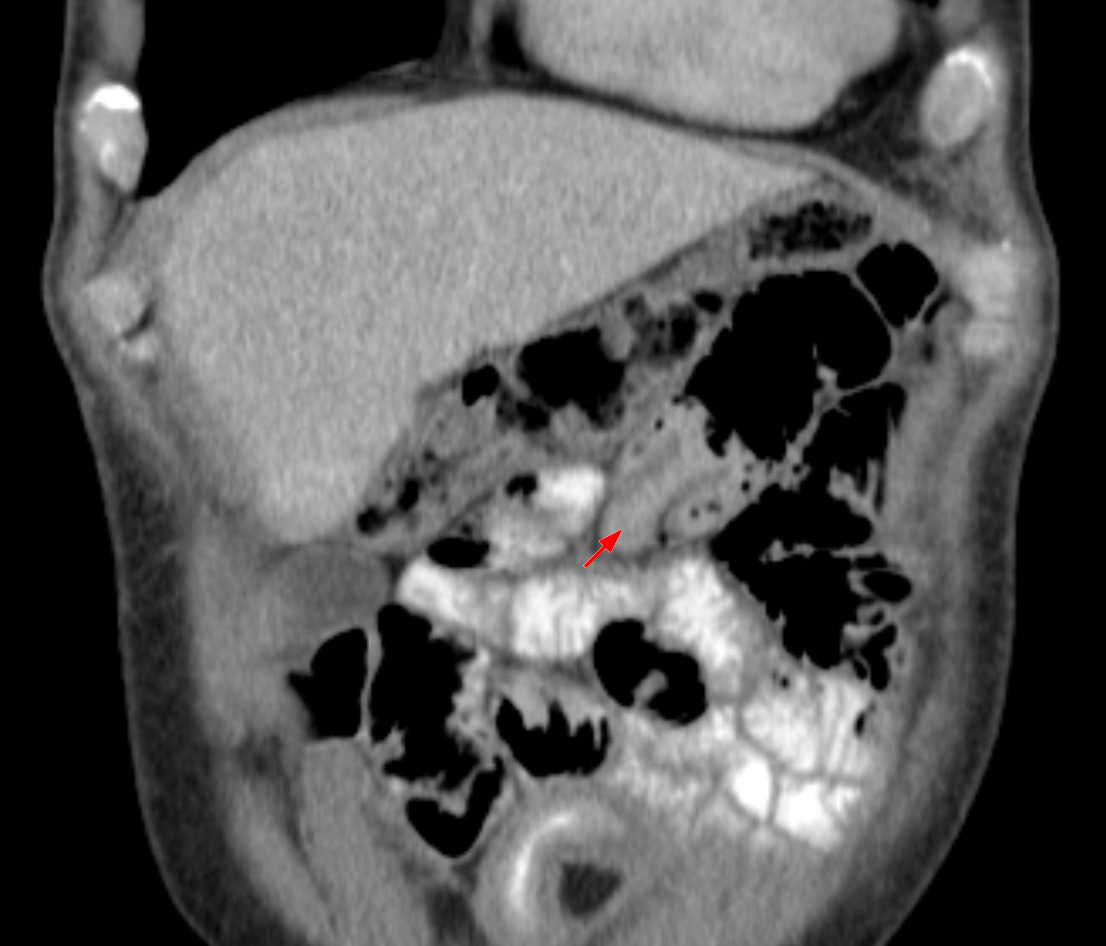
Pequena invaginação intestinal em tomografia computadorizada

Um raio-x de abdômen pode ser indicado para verificar obstrução intestinal ou gás intraperitoneal livre. A última constatação implica que a perfuração intestinal já ocorreu. Algumas instituições utilizam enema de ar para o diagnóstico, e o mesmo procedimento pode ser utilizado para tratamento.

## Epidemiologia
A incidência é maior até os 2 anos de vida, mormente dos 6 meses aos primeiro ano de idade. A Intussuscepção ocorre com mais frequência em meninos do que em meninas, com uma proporção de aproximadamente 3:1.
Em adultos, representa a causa de cerca de 1% das obstruções intestinais e é frequentemente associada com neoplasia, maligna ou outra forma.